# 鶴 The Crane
鶴 The Crane（1994年10月20日—），本名林泰羽，台灣創作男歌手。2022年，發行首張個人專輯《TALENT》。2023年入圍第34屆金曲獎最佳新人獎及最佳華語男歌手獎；同年獲得第14屆金音獎最佳新人獎及最佳節奏藍調專輯獎。

## 經歷
2015年，和擔任主唱兼吉他手的李翌暄（Xuan）、吉他手尤騰輝（Ten）組成三人編制的電氣民謠樂團「他者」（The Other），林泰羽擔任樂團中合成器手和鼓手的角色，並在2016年和2020年分別發行了EP《異常開心的一支舞》和《室溫》。期間林泰羽也擔任過鄭宜農和Hush的巡演樂手。2018年與鄭宜農共同投身製作公視時代歷史劇《奇蹟的女兒》配樂。2021年宣布簽約ØZI、米奇林與剃刀蔣的廠牌「新樂園」，並於11月4日推出簽約廠牌後的首支單曲〈Unique Design〉。

## 音樂作品

### 他者 The Other時期

#### EP
| 年份   | 專輯資料 | 曲目 |
| 2016年 | 《異常開心的一支舞 An Absurdly Happy Dance》 - 數位專輯：2016年7月19日 - 實體專輯：2016年7月15日 - 發行公司：有貓音樂 - 語言類型：華語 英語      | 1. Intro 2. 異常開心的一支舞 An Absurdly Happy Dance 3. 曝光 Exposure 4. 犯罪 Intent 5. 異常開心的一支舞（Conehead Remix） An Absurdly Happy Dance（Conehead Remix） |
| 2020年 | 《室溫 Ambient Temperature》 - 數位專輯：2020年4月10日 - 實體專輯：2020年4月24日 - 製作公司：洗耳恭聽 - 發行公司：華研國際 - 語言類型：華語 英語 | 1. Intro 2. 抽象的你 Abstract Impressions (of You) 3. 沒有時間感的盆栽 Potted Plants 4. 你代表劇情的全部 At Night                                                    |

#### 單曲
- 2016 他者〈曝光（12/11 Live）〉
- 2016 他者〈水（12/11 Live)〉
- 2016 他者〈慣性〉

### 個人時期

#### 正規專輯
| 年份   | 專輯資料 | 曲目 |
| 2022年 | 《TALENT》 - 數位專輯：2022年12月12日 - 實體專輯：2022年12月12日 - 發行公司：新樂園唱片 - 語言類型：華語 英語                     | 1. Natural Ability 2. 不介意 3. PRINCESS 4. The Dragon Song (feat. ØZI) 5. 還不想睡 6. Pain Hasn't Hit Me 7. Take Your Time 8. Unique Design 9. Classy 10. Up In The Clouds 11. 拉麵公子                                       |
| 2025年 | 《Same Stories, Different Narratives》 - 數位專輯：2025年6月20日 - 實體專輯：未定 - 發行公司： ROMAD 落夢地 - 語言類型：華語 英語 | 1. Same Story 2. VILLAIN 3. DISEASE 4. TRUST 5. 雪屋 / IGLOOOO (feat. moon tang) 6. 心臟的右邊 / Right Side of My Heart (feat. 魏如萱) 7. sketch in the attic 8. take it or leave it 9. 特別 / SPECIAL 10. Different Narrative |

#### EP
| 年份   | 專輯資料                                                                                                  | 曲目                                                                                   |
| 2022年 | 《鶴園》 - 數位專輯：2022年2月22日 - 實體專輯：2022年2月22日 - 發行公司：新樂園唱片 - 語言類型：華語 英語 | 1. 拉麵公子 2. I Love You More (than adore) 3. Take Your Time 4. Unique Design 5. LIMO |

### 單曲
- 2016 The Crane〈The Sims〉
- 2019 The Crane〈Monday Girl 星期一女孩〉
- 2020 The Crane〈LIMO〉
- 2020 The Crane〈I Love You More (than adore)〉
- 2021 The Crane〈Unique Design〉
- 2022 The Crane〈PRINCESS〉
- 2023 Gordon Flanders feat. The Crane〈FIRST CLASS〉
- 2023 葛仲珊, The Crane, Gummy B, RITTO, AUTTA〈Levi's Denim Blue〉
- 2023 SIRUP, The Crane & whoosh〈UMAMI〉
- 2025 Gummy B、ØZI、鶴 The Crane〈FINAL FINAL FINAL〉

## 獎項紀錄
| 年份   | 屆次                       | 獎項               | 入圍作品                                 | 結果 |
| ------ | -------------------------- | ------------------ | ---------------------------------------- | ---- |
| 2016年 | 第7屆金音創作獎            | 最佳電音單曲獎     | The Other〈異常開心的一支舞〉            | 提名 |
| 2021年 | 第12屆金音創作獎           | 最佳節奏藍調歌曲獎 | 鶴 The Crane〈LIMO〉                     | 提名 |
| 2022年 | 第13屆金音創作獎           | 最佳另類流行歌曲獎 | 鶴 The Crane〈拉麵公子〉                 | 提名 |
| 2023年 | 第34屆金曲獎               | 最佳新人獎         | 鶴 The Crane 《TALENT》                  | 提名 |
| 2023年 | 第34屆金曲獎               | 最佳華語男歌手獎   | 鶴 The Crane 《TALENT》                  | 提名 |
| 2023年 | 第14屆金音創作獎           | 最佳新人獎         | 鶴 The Crane 《TALENT》                  | 獲獎 |
| 2023年 | 第14屆金音創作獎           | 最佳創作歌手獎     | 鶴 The Crane 《TALENT》                  | 提名 |
| 2023年 | 第14屆金音創作獎           | 最佳專輯獎         | 鶴 The Crane 《TALENT》                  | 提名 |
| 2023年 | 第14屆金音創作獎           | 最佳節奏藍調專輯獎 | 鶴 The Crane 《TALENT》                  | 獲獎 |
| 2023年 | 第14屆金音創作獎           | 最佳節奏藍調歌曲獎 | 鶴 The Crane〈不介意〉                   | 提名 |
| 2023年 | 2023 APMA 亞洲流行音樂大獎 | 最佳新歌手（華語） | 鶴 The Crane 《TALENT》                  | 獲獎 |
| 2024年 | 第9屆LAVENDER MUSIC AWARDS | 最佳男歌手獎       | 鶴 The Crane 《TALENT》                  | 提名 |
| 2024年 | 第9屆LAVENDER MUSIC AWARDS | 最佳演唱組合歌曲獎 | 鶴 The Crane feat.ØZI〈The Dragon Song〉 | 提名 |
| 2024年 | 第9屆LAVENDER MUSIC AWARDS | 最佳新人獎         | 鶴 The Crane 《TALENT》                  | 提名 |
| 2024年 | 第35屆金曲獎               | 最佳單曲製作人獎   | 鶴 The Crane、SIRUP〈UMAMI〉             | 提名 |
| 2024年 | 第19屆KKBOX風雲榜          | 年度百大風雲歌手獎 | 鶴 The Crane〈Up In The Clouds〉         | 獲獎 |

## 相關網站
- 鶴 The Crane的Facebook專頁
- 鶴 The Crane的Facebook專頁
- 鶴 The Crane的Instagram帳戶
- YouTube上的鶴 The Crane頻道